# اوئی‌تی

اوئی‌تی یا او.ئی.تی یا او.ئی.تی. (به انگلیسی: Occupational English Test، اختصار: OET)، به معنای آزمون زبان انگلیسی حرفه‌ای، آزمون سنجش سطح دانش زبان انگلیسی ویژهٔ افرادی است که داوطلب ورود به دانشگاه یا بازار کار در بخش بهداشت و درمان در استرالیا، نیوزیلند، دبی، ایرلند، نامیبیا، انگلستان، اوکراین و سنگاپور هستند. این آزمایش بین‌المللی است و از طریق آن، مهارت‌های لازم برای ارتباطات به زبان انگلیسی در محیط کار بهداشتی-درمانی را در کارشناسان و متخصصان گروه پزشکی می‌سنجند.

## تاریخچه
اوئی‌تی در اواخر دههٔ ۱۹۸۰ با قراردادی با دولت فدرال استرالیا تأسیس شد و در سال ۲۰۱۳ تحت مالکیت دانشگاه کمبریج درآمد.

## بخش‌های مختلف آزمون
آزمون یا امتحان ارزیابی زبان انگلیسی (اوئی‌تی) برای متقاضیان گروه‌های پزشکی، داروسازی، دندان‌پزشکی، پرستاری، دامپزشکی و تکنیسین‌های رادیولوژی، گفتاردرمانی، کارشناسان فیزیوتراپی، بینایی‌سنجی، پودیاتری و تغذیه تعیین شده‌است. این آزمون دارای چهار بخش شنیداری، گفتاری، نوشتاری، و خواندن (خوانداری) است، ولی سؤالات نوشتاری و گفتاریِ آن به‌طور اختصاصی برای هر رشته، با واژه‌های تخصصی همان رشته تهیه می‌شود. این آزمون در ایران نیز برگزار می‌شد.

## سطح‌بندی
آزمون اوئی‌تی مردودی یا قبولی ندارد، و فقط بیانگر این است که مهارت فرد در کاربرد زبان انگلیسیِ حرفه‌ای در چه سطحی است. این مهارت‌ها برای هر آزمون به‌طور جداگانه و به صورت A و B و C و D (و گاهی E) ثبت می‌شود که در جدول زیر توضیح داده شده. شورای ارزیابی‌کننده مدارک افراد برای دادن مجوز کار در زمینهٔ بهداشت و درمان مربوط است که تعیین می‌کند نمرهٔ قبولیِ فرد کدام باشد، که معمولاً A یا B است.
| سطح اوئی‌تی | میزان مهارت |
| ---------- | --- |
| A          | سطح بالای کارایی/ در حد زبان مادری                                                                                         |
| B          | سطح بالایی از عملکرد، به‌عنوان مثال قادر به استفاده از زبان انگلیسی با تسلط و دقت کافی برای نیازهای حرفه‌ای                  |
| C          | سطح خوبی از عملکرد؛ با این حال، در بسیاری از سازمان‌های ارزیابی مدارک تحصیلی بهداشتی و درمانی برای اجازهٔ کار قابل قبول نیست |
| D          | سطح متوسط عملکرد؛ نیاز به بهبود                                                                                            |
| E          | سطح پایین عملکرد؛ نیاز به بهبود قابل توجه                                                                                  |